# Hirmoneura anthracoides
Hirmoneura anthracoides är en tvåvingeart som först beskrevs av Philippi 1865.  Hirmoneura anthracoides ingår i släktet Hirmoneura och familjen Nemestrinidae. Inga underarter finns listade i Catalogue of Life.